# Kleinoogdwerghaai
De kleinoogdwerghaai (Squaliolus aliae) is een vissensoort uit de familie van de valse doornhaaien (Dalatiidae). De wetenschappelijke naam van de soort is voor het eerst geldig gepubliceerd in 1959 door Teng.